# Helena Noguerra
Helena Noguerra (Brussel·les, 18 de maig de 1969) és una actriu, cantant i presentadora de televisió belga d'ascendència portuguesa. Germana de Lio, és l'exmuller de Philippe Katerine (artista, cantant i comediant) i l'actual parella del fill de Guy Bedos, Nicolas Bedos (dramaturg). Els seus temes s'han usat en publicitat o com a cançons de capçalera d'emissions com Lunettes noires pour nuits blanches de Thierry Ardisson entre el 1988 i el 1990.

## Filmografia
- 2002: Ah ! si j'étais riche
- 2004: Peau de cochon
- 2005: La boîte noire
- 2006: Dans Paris
- 2008: Peep-Show Heros (X-Plicit films)
- 2009: A Vida Privada de Salazar.
- 2020: 10 dies sense la mama

## Discografia
- 1988: Lunettes noires SP Carrère 14405 - 1er 45 tours
- 1992: Rivière des anges CD maxi WEA 9031 77361 2
- 1996: Ollano de Marc Colin (Nouvelle Vague).
- 1999: Projet: bikini.
- 2001: Azul.
- 2004: Née dans la nature
- 2006: Bang
- 2006: Dillinger Girl & Baby Face Nelson amb Federico Pellegrini
- 2007: Fraise Vanille.